# نيملوت سي
كان نيملوت سي أو كما هو معروف بنيملوت الثاني ذو الاصل الليبي من قبائل المشوش قائد الجيش وكاهنًا في طيبة في عهد الفرعون أوسركون الثاني من الأسرة الثانية والعشرين. أو المعروفه بالأسرة الليبية الثانية والعشرين

## السيرة الذاتية
من لوحة باسنهور، من المعروف أن نيملوت سي كان نجل الفرعون أوسركون الثاني وملكته كاروماما الأولى (جدموتيسانخ) (تم العثور على اسمها أيضًا مكتوبًا «موت-أوج-أنخيس»). حتى قبل أن يصبح كهنة، شغل بالفعل مناصب مختلفة مثل الكونت و، محافظ الصعيد و، قائد الجيش و، رئيس الكهنة في هيراكليوبوليس رئيس (إهناسيا)، كما هو موضح في متحف القاهرة (لوحة جدي 45327) التي يرجع تاريخها إلى السنة 16 من عهد أوسركون الثاني بعد هذا التاريخ، استلم منصب رئيس كهنة في طيبة  تاركًا حكومة هيراكليوبوليس (إهناسيا) لأحد أبنائه.  لا يوجد سجل حول تفويضه، وبالتالي ربما كان موجزًا للغاية. مات قبل نهاية عهد والده منذ أن خلفه ابنه تاكيلوت الثاني (الملك المستقبلي تاكيلوت الثاني) في منصبه ككاهن في نهاية عهد أوسركون الثاني. تم تأسيس هذا من نقوش المعبد (ج) في الكرنك الذي يصور الكاهن تاكلوت الثاني في احتفال ديني ويذكر ملك مصر الحاكم باعتباره الفرعون أوسركون الثاني. يعود تاريخ المعبد (ج) إلى السنوات الأخيرة من عهد أوسركون الثاني.

## الأسرة
تشهد علاقاته العائلية على العديد من المعالم الأثرية. كان متزوجًا من تنتسيبة سي، وكان أبًا لعدة أطفال:  وكان تاكيلوت الثاني، خليفته كالكاهن ولاحقًا أصبح الفرعون تاكلوت الثاني وايضا كاروماما الثانية، الزوجة الملكية لاحقًا لأخيها تاكيلوت الثاني ؛ وجدتبايفانخ (مكتوب أيضًا بتهودجانخيف)، خلفه كحاكم في هيراكليوبوليس؛ وايضا كن له، ابنة أخرى تدعى. شيبنسو بديت 